# Gaurika Singh
Gaurika Singh, född 26 november 2002, är en nepalesisk simmare.
Singh tävlade för Nepal vid olympiska sommarspelen 2016 i Rio de Janeiro, där hon blev utslagen i försöksheatet på 100 meter ryggsim.